# Chavo Guerrero jr.
Chavo Guerrero jr. (født Salvador Guerrero IV 20. oktober 1970) er en meksikansk-amerikansk fribryder i World Wrestling Entertainments SmackDown!. Han er en del af den legendariske Guerrero wrestlingfamilie, som inkluderer blandt andre faren, Chavo Guerrero, bedstefaren, Gory Guerrero, og hans fætter, den afdøde Eddie Guerrero. Chavo Guerrero er foreløbig WWE Cruiserweight Champion.
Han tabte ECW Champien på 2 minutter.

## Finishing Moves
- Gory Bomb
- Gory Special
- Frog Splash

## Mesterskabs titler
- WWE Cruiserweight Title (4x)
- WCW Cruiserweight Title (3x)
- WWE Tag Team Title (2x)
- WCW Tag Team Title (1x)
- ECW Champonship (1x)Da han tabte imod Kane